# Void (gruppo musicale)
I Void sono stati un gruppo hardcore punk statunitense formato a Washington nel 1981. Originari di Columbia, Maryland, sono considerati il primo gruppo crossover thrash.
Nonostante fossero molto diversi dalla scena hardcore di Washington, sia da punto di vista musicale che per lo stile di vita tutt'altro che straight edge (furono infatti grandi consumatori di LSD), i rapporti furono sempre ottimi, grazie all'amicizia del batterista Sean Finnegan con Ian McKaye ed Henry Rollins.
Il gruppo esordisce nel 1982 apparendo nella compilartion della Dischord Records di gruppi di DC, Flex Your Head, cui segue nello stesso anno uno split con i The Faith, Faith/Void Split LP, pubblicato poi nel 1985 sempre dalla Dischord. Dopo essersi esibiti a lungo nella capitale, la formazione smise quasi completamente di fare concerti, limitandosi ad un solo show l'anno dal 1983. Proprio nel 1983 il gruppo viene contattato dalla Touch & Go per un LP, che non verrà però mai pubblicato in quanto considerato "troppo metal". Questa fu una delle cause dello scioglimento della band, che avverrà proprio nel 1983.
Nel 1995 è stata pubblicata una raccolta dei Void per la Lost & Found dal titolo Condensed Flesh.

## Discografia
- 1983 - Potion For Bad Dreams (inedito)
- 1985 - Faith/Void Split LP (split, Dischord)
- 1995 - Condensed Flesh (raccolta, Lost & Found)

### Compilation
- 1982 - Dehumanized, Authority e My Rules - Flex Your Head (Dischord Records)
- 1984 - Get Out Of My Way - Bouncing Babies (Fountain of Youth)
- 1990 - Get Out Of My Way - Lost & Found 7" (Lost & Found)
- 1994 - Who Are You - Punk Anderson's Favourites (Starving Missile)
- 1995 - Who Are You - Hold Your Ground (Lost & Found)
- 2002 - Dehumanized, Black, Jewish and Poor e Authority (Take 1 and 2) - 20 Years of Dischord (Dischord Records)
- 2011 - Sessions 1981-83 (Dischord Records)

## Formazione
- John Weiffenbach - voce
- Bubba Dupree - chitarra
- Chris Stover - basso
- Sean Finnegan - batteria